# Chemin de fer de Carrare
 (janvier 2022).
Si vous disposez d'ouvrages ou d'articles de référence ou si vous connaissez des sites web de qualité traitant du thème abordé ici, merci de compléter l'article en donnant les références utiles à sa vérifiabilité et en les liant à la section « Notes et références ».

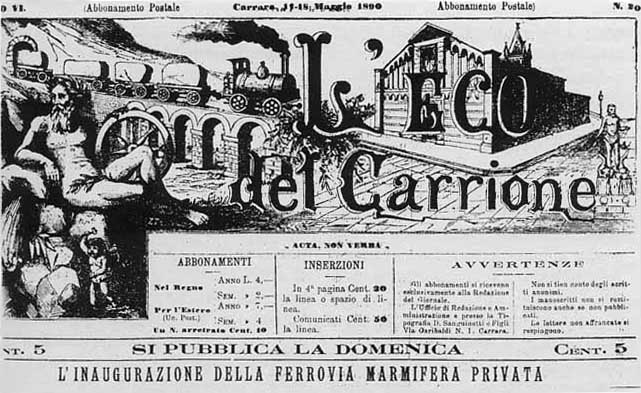
La une de l'Eco del Carrione du 17-19 mai 1890 pour l'inauguration du second tronçon.

Le chemin de fer de Carrare (en italien : Ferrovia Marmifera Privata di Carrara) est une ligne ferroviaire, à écartement standard, exploitée de 1876 à 1964, et utilisée exclusivement pour le transport du marbre des carrières du territoire de la commune de Carrare jusqu'aux zones de triage de la plaine d'Avenza (it) et du Port de Carrare (it).

## Historique

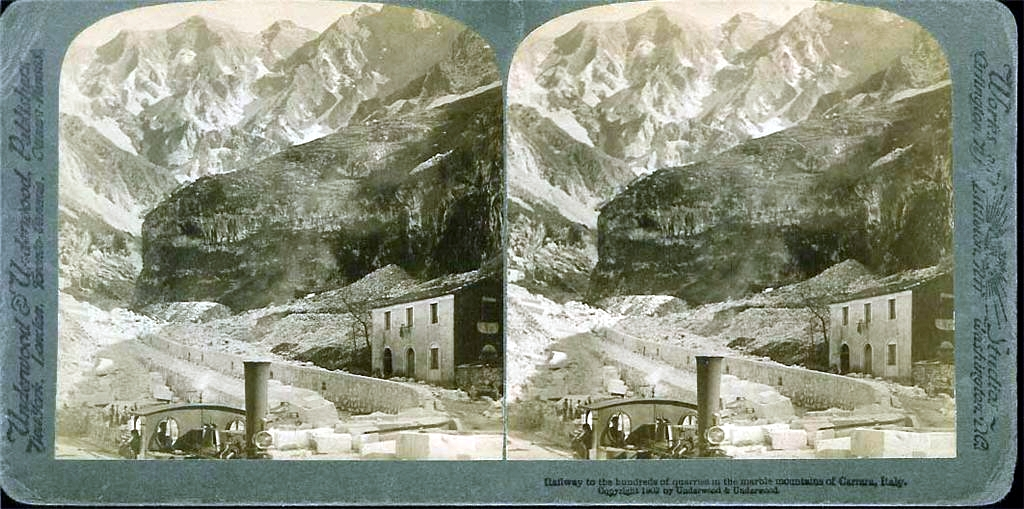
Le chemin de fer en 1902.

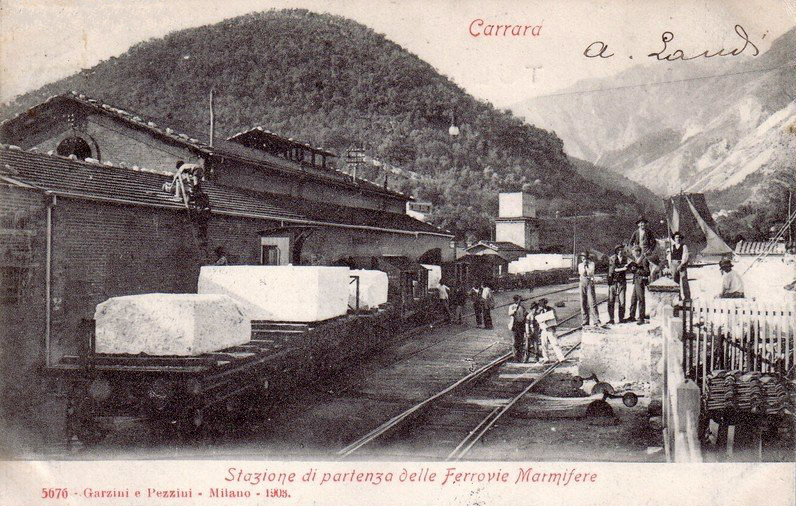
Carrara Monterosso, gare de départ des ferrovie Marmifere en 1908.

En 1866, la commune de Carrare donne en concession à l'homme d'affaires Giuseppe Troyse-Barba la construction d'une ligne ferroviaire. Après la mort de ce dernier en 1867 et à la suite d'une recomposition du capital de la société, la Società Ferrovia Marmifera Privata di Carrara est réellement fondée en 1874.
Le premier projet pour la construction du chemin de fer est élaboré en 1869 par les ingénieurs Pietro Ganzoni et Carlo Willy qui réalisent des deux premiers tronçons de rails (20 km au total inaugurés le 19 août 1876) : ces deux tronçons reliaient le port de Marina di Carrara aux bassins d'extraction (le dernier arrêt était Piastra), et dans la zone entre Carrare et Avenza (entre les gares d'Avenza et de San Martino) ils se raccordaient à une section préexistante, longue de 5 km, gérée par la Società per le Ferrovie dell'Alta Italia.
Un prolongement d'une dizaine de kilomètres vers les aires d'excavation (carrières de Gioia, Ravaccione-Polvaccio, Colonnata) est proposé, en 1885, par les ingénieurs Sartorio et Leoni. Les travaux commencent en 1887 et le nouveau tronçon est inauguré le 15 mai 1890. Avec cette extension, le chemin de fer diminuait sensiblement le temps et le coût de transport des marbres vers la mer et représentait la première alternative mécanisée aux anciennes méthodes de transport des blocs de marbre, qui historiquement étaient descendus des apuanes par les vie di lizza puis tirés par des bœufs vers la plaine.
Au début du XXe siècle, la ligne de chemin de fer devient le plus gros transporteur de marbre de Carrare. Hormis un bref recul causé par la réquisition des engins au cours de la Grande Guerre, la Ferrovia Marmifera continue d'accroître ses activités jusqu'à la fin des années 1920, avec un record d'activité atteint en 1923. Après la crise de 1929, le volume de marbre transporté diminue (282 947 tonnes en 1931 pour 202 761 tonnes en 1932). La crise est aggravée avec l'éclatement de la Seconde Guerre mondiale : à la fin du conflit, la ligne, considérablement endommagée par les sabotages allemands et les bombardements alliés, est en quasi-faillite.
Dans les années 1960, le chemin de fer est progressivement remplacé par un réseau routier et l'activité ferroviaire cessa toute activité en 1964. La Società Ferrovia Marmifera Privata di Carrara est dissoute en 1999.

## Caractéristiques

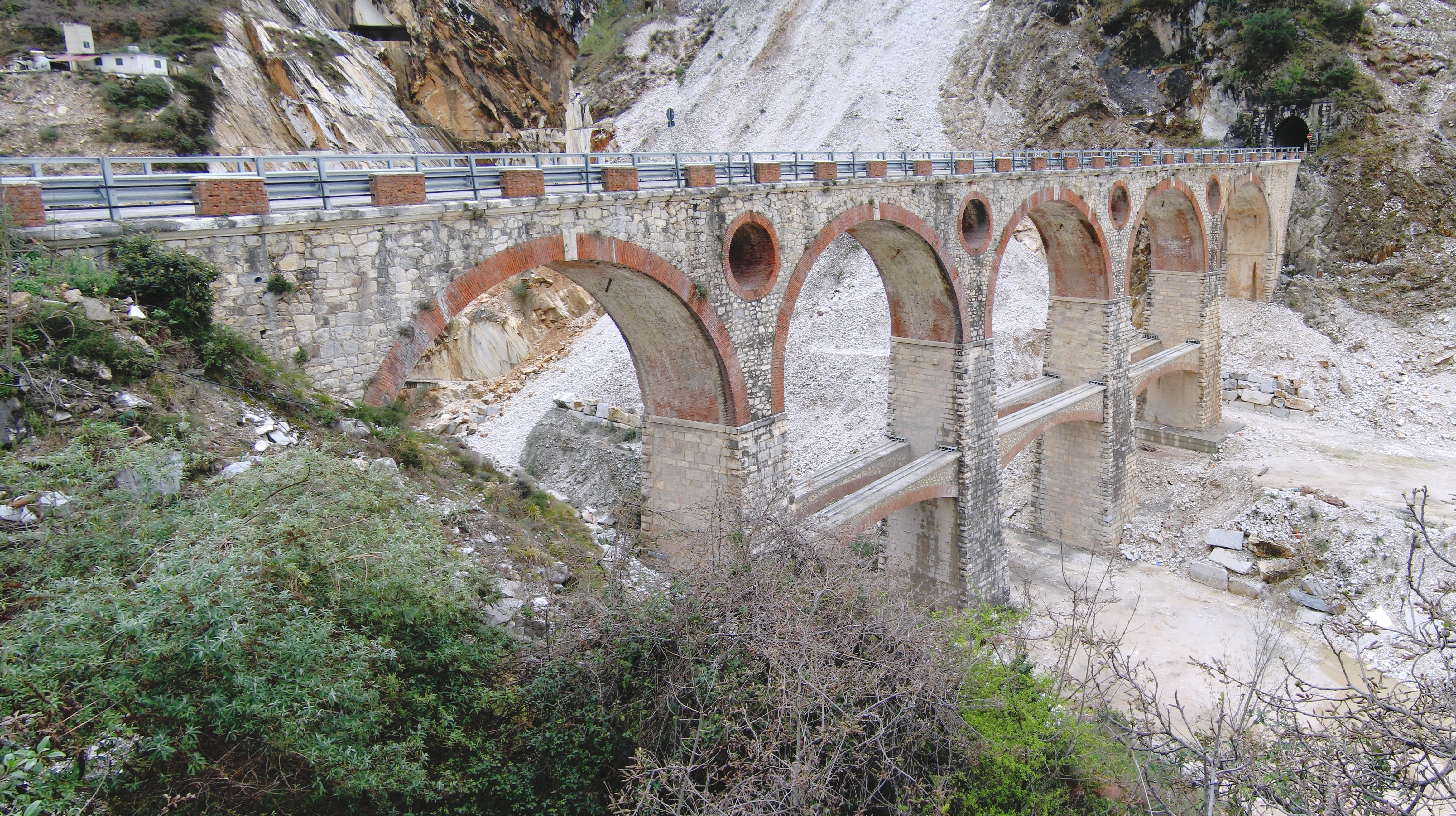
Le pont ferroviaire de Vara abandonné par le rail.

Le chemin de fer fonctionnait avec la traction à vapeur. En partant du bas, la ligne enjambait le chemin de fer Tyrrhénien et, toujours en montée, atteignait son altitude maximale de 445 mètres, dans la frazione de Ravaccione, en affrontant une pente maximale de 58 pour mille.
Le trajet était jalonné d'au moins 11 gares et postes de chargement (Avenza, Carrara San Martino, Colonnata, Fantiscritti, Gioia, Marina di Carrara (it)- porto, Miseglia Bassa, Monterosso, Ravaccione, Tarnone (it), Torano – Piastra).
Beaucoup d'ouvrages d'art réalisés pour la construction du chemin de fer sont encore existants aujourd'hui ; certains d'entre eux sont destinés à la circulation routière. Restent importants la galerie entre Fantiscritti et Ravaccione creusée dans le marbre, les ponts de Vara, les ponts de fer de Vezzala et Ravaccione, les viaducs de Miseglia.
Initialement ont été utilisées des locomotives à vapeur construites en Allemagne par les établissements Krauss, Henschel et Hanomag ; puis remplacées par des modèles des sociétés Ansaldo et Breda.
À la fin des années 1950, dans une tentative de modernisation de la ligne, des locomotives diesel modèle Ranzi RI 100 ont également été achetées, et utilisées dans les dernières années d'exploitation de la ligne